# Eriospermum graniticola
Eriospermum graniticola är en sparrisväxtart som beskrevs av Moritz Kurt Dinter och Karl von Poellnitz. Eriospermum graniticola ingår i släktet Eriospermum och familjen sparrisväxter.
Artens utbredningsområde är Namibia. Inga underarter finns listade i Catalogue of Life.